# Me Myself and I
Me Myself and I is een nummer van het Amerikaanse hiphoptrio De La Soul uit 1989. Het is de vijfde single van hun debuutalbum 3 Feet High and Rising.
In het nummer worden hiphop en humor met elkaar gecombineerd, en is tevens gebaseerd op het nummer Knee Deep uit 1979, van de funkgroep Funkadelic van George Clinton. Zijn naam wordt daarom ook vermeld op het singlehoesje.
Het nummer haalde de 34e positie in de Amerikaanse Billboard Hot 100. In de Nederlandse Top 40 werd het een nummer 1-hit. Dit kwam mede door de VPRO, die een documentaire over De La Soul maakte, na een ontmoeting met De La Soul toen ze nog onbekend waren. In de Vlaamse Radio 2 Top 30 haalde het nummer de elfde positie.

## Hitnoteringen

### Nederlandse Top 40
| Hitnotering: 06-05-1989 t/m 08-07-1989 | Hitnotering: 06-05-1989 t/m 08-07-1989 | Hitnotering: 06-05-1989 t/m 08-07-1989 | Hitnotering: 06-05-1989 t/m 08-07-1989 | Hitnotering: 06-05-1989 t/m 08-07-1989 | Hitnotering: 06-05-1989 t/m 08-07-1989 | Hitnotering: 06-05-1989 t/m 08-07-1989 | Hitnotering: 06-05-1989 t/m 08-07-1989 | Hitnotering: 06-05-1989 t/m 08-07-1989 | Hitnotering: 06-05-1989 t/m 08-07-1989 | Hitnotering: 06-05-1989 t/m 08-07-1989 | Hitnotering: 06-05-1989 t/m 08-07-1989 |
| Week                                   | 1                                      | 2                                      | 3                                      | 4                                      | 5                                      | 6                                      | 7                                      | 8                                      | 9                                      | 10                                     |                                        |
| -------------------------------------- | -------------------------------------- | -------------------------------------- | -------------------------------------- | -------------------------------------- | -------------------------------------- | -------------------------------------- | -------------------------------------- | -------------------------------------- | -------------------------------------- | -------------------------------------- | -------------------------------------- |
| Nummer                                 | 17                                     | 8                                      | 4                                      | 2                                      | 1                                      | 1                                      | 4                                      | 7                                      | 16                                     | 31                                     | uit                                    |

### Nationale Hitparade Top 100
| Hitnotering: 22-04-1989 t/m 12-08-1989 | Hitnotering: 22-04-1989 t/m 12-08-1989 | Hitnotering: 22-04-1989 t/m 12-08-1989 | Hitnotering: 22-04-1989 t/m 12-08-1989 | Hitnotering: 22-04-1989 t/m 12-08-1989 | Hitnotering: 22-04-1989 t/m 12-08-1989 | Hitnotering: 22-04-1989 t/m 12-08-1989 | Hitnotering: 22-04-1989 t/m 12-08-1989 | Hitnotering: 22-04-1989 t/m 12-08-1989 | Hitnotering: 22-04-1989 t/m 12-08-1989 | Hitnotering: 22-04-1989 t/m 12-08-1989 | Hitnotering: 22-04-1989 t/m 12-08-1989 | Hitnotering: 22-04-1989 t/m 12-08-1989 | Hitnotering: 22-04-1989 t/m 12-08-1989 | Hitnotering: 22-04-1989 t/m 12-08-1989 | Hitnotering: 22-04-1989 t/m 12-08-1989 | Hitnotering: 22-04-1989 t/m 12-08-1989 | Hitnotering: 22-04-1989 t/m 12-08-1989 | Hitnotering: 22-04-1989 t/m 12-08-1989 |
| Week                                   | 1                                      | 2                                      | 3                                      | 4                                      | 5                                      | 6                                      | 7                                      | 8                                      | 9                                      | 10                                     | 11                                     | 12                                     | 13                                     | 14                                     | 15                                     | 16                                     | 17                                     |                                        |
| -------------------------------------- | -------------------------------------- | -------------------------------------- | -------------------------------------- | -------------------------------------- | -------------------------------------- | -------------------------------------- | -------------------------------------- | -------------------------------------- | -------------------------------------- | -------------------------------------- | -------------------------------------- | -------------------------------------- | -------------------------------------- | -------------------------------------- | -------------------------------------- | -------------------------------------- | -------------------------------------- | -------------------------------------- |
| Nummer                                 | 84                                     | 38                                     | 15                                     | 9                                      | 5                                      | 3                                      | 1                                      | 1                                      | 3                                      | 6                                      | 13                                     | 22                                     | 35                                     | 45                                     | 62                                     | 85                                     | 100                                    | uit                                    |